# Нова Вес (Вељки Кртиш)
Нова Вес (слч. Nová Ves) насељено је мјесто са административним статусом сеоске општине (слч. obec) у округу Вељки Кртиш, у Банскобистричком крају, Словачка Република.

## Становништво
| Година:    | 1994. | 2004.   | 2014.    | 2024.    |
| ---------- | ----- | ------- | -------- | -------- |
| Број људи: | 354   | 366     | 412      | 466      |
| Разлика:   |       | +3,38 % | +12,56 % | +13,10 % |

| Година:    | 2023. | 2024.   |
| ---------- | ----- | ------- |
| Број људи: | 441   | 466     |
| Разлика:   |       | +5,66 % |

Према подацима о броју становника из 2011. године насеље је имало 398 становника.